# Янис Пападопулос
Янис Пападопулос (на гръцки: Γιάννης Παπαδόπουλος) е гръцки шахматист, международен гросмайстор.

## Биография
През 2007 година участва в турнира „Акрополис“, където получава наградата за най-добре представил се млад състезател до 20 години и покрива своята 3-та норма за международен майстор. Същата година става шампион на Гърция с резултат 7,5 точки от 9 възможни, с две точки повече от вицешампиона Христос Баникас.

## Участия на шахматни олимпиади
Пападопулос участва на една шахматна олимпиада. Изиграва общо 10 партии, в които постига 4 победи и 4 ремита. Средната му успеваемост е 60 процента.
| Година | Организатор | Отбор  | Класиране (отборно) | Дъска |
| 2008   | Дрезден     | Гърция | 24                  | Първа |